# Timur Vermes
Timur Vermes (Neurenberg, 1967) is een Duits schrijver en journalist.

## Leven en werk
Vermes is de zoon van een in 1956 uit Hongarije gevluchte vader en een Duitse moeder. Na zijn Abitur studeerde hij geschiedenis en politiek aan de Friedrich-Alexander-Universität in Erlangen. Tot 2001 werkte hij als journalist voor boulevardbladen als Abendzeitung (München) en Express (Keulen). Daarna werkte hij voor verschillende tijdschriften. 
Sinds 2009 schreef Vermes vier boeken als ghostwriter, onder andere Was vom Tode übrig bleibt van Peter Anders.
In 2012 debuteerde hij met een eigen boek, genaamd Er ist wieder da (Nederlandse vertaling Daar is hij weer). Het gaat om een satirische roman waarin Adolf Hitler in 2011 in een met benzine doordrenkt uniform ontwaakt op een grasveld in Berlijn en via een snel opgebouwde televisieloopbaan opnieuw aanhangers vindt. Na zijn voorstelling op de Frankfurter Buchmesse veroverde het boek de eerste plaats op de bestsellerlijst van Der Spiegel. Ook het luisterboek, ingesproken door de Duitse stemacteur Christoph Maria Herbst, prijkte bovenaan. Sinds september 2012 is Er ist wieder da meer dan 2.000.000 keer verkocht (stand van augustus 2015) en in 27 talen vertaald. Het boek Er ist wieder da is in 2015 ook verfilmd.